# Soveria Mannelli
Soveria Mannelli község (comune) Olaszország Calabria régiójában, Catanzaro megyében.

## Fekvése
A megye északi részén fekszik, az Amato völgyében. Határai: Bianchi, Carlopoli, Colosimi, Decollatura, Gimigliano és Pedivigliano.

## Története
A 18. században alapították. 1860-ban itt zajlott le Garibaldi seeregének egyik sikeres csatája a nápolyi király csapatai ellen.

## Népessége
A népesség számának alakulása:

## Főbb látnivalói
- San Michele Arcangelo-templom
- San Giovanni Battista-templom
- Madonna della Salute-templom
- Madonna del Rosario-templom
- Madonna degli Abbandonati-templom